# Kaser
Kaser är en ort (village) i Rockland County i delstaten New York. Vid 2010 års folkräkning hade Kaser 4 724 invånare.